# James Ingram (universitaire)
James Ingram (21 décembre 1774 - 4 septembre 1850) est un universitaire anglais à l'Université d'Oxford, qui est professeur rawlinsonien d'anglo-saxon de 1803 à 1808 et président du Trinity College, Oxford, de 1824 jusqu'à sa mort.

## Jeunesse et éducation
Ingram est né le 21 décembre 1774 dans le village de Codford St Mary (Wiltshire). Il fait ses études à la Lord Weymouth's Grammar School et au Winchester College avant d'étudier au Trinity College d'Oxford. Il obtient son baccalauréat ès arts en 1796, promu à l'ancienneté en 1800 en Master of Arts, et en 1808 obtient son diplôme de baccalauréat en théologie.

## Carrière
Ingram enseigne à Winchester de 1799 à 1803, date à laquelle il devient Fellow et tuteur au Trinity College. Il est professeur rawlinsonien d'anglo-saxon (1803 à 1808), conservateur des archives (1815 à 1818) et recteur de Rotherfield Grays dans l'Oxfordshire (1816 à 1824) avant d'être nommé président du Trinity College en 1824. En tant que président, il est également recteur de Garsington, un village au sud d'Oxford.
Ses recherches académiques sur l'anglo-saxon et l'archéologie lui laissent peu de temps pour s'occuper des affaires du collège ou de l'université. Il publie une édition de la Chronique anglo-saxonne (1823), une édition de Quintilien (1809) et des Mémoires d'Oxford (3 volumes, 1832 à 1837) avec 100 illustrations de John Le Keux. Il meurt au Trinity College le 4 septembre 1850 et laisse ses livres, ses tableaux et ses pièces de monnaie au College et à l'Université d'Oxford.

## Publications
- The utiility of Anglo-Saxon literature: with King Alfred's Geography of Europe, 1807 (lire en ligne)
- The Saxon chronicle, with an English translation, and notes, critical and explanatory, Longman, Hurst, Rees, Orme, and Brown, 1823 (lire en ligne)
- Memorials of Oxford, J.H. Parker, 1837 (lire en ligne)[4]